# Wulfram de Fontanelle
Wulfram de Fontenelle o Wulfram de Sens (també Vuilfran, Wulfrann, Wolfran, llatí: Wulframnus francès: Vulfran o Vulphran; c. 640-20 de març de 703) va ser l'arquebisbe de Sens. La seva vida va ser registrada onze anys després de morir pel monjo Jonas de Fontenelle. Tanmateix, sembla que hi ha poc consens sobre les dates precises de la majoria dels esdeveniments, ja sigui durant la seva vida o post mortem.
Sant Wulfram es representa a l’art com batejant un rei jove o el fill del rei Radbod. De vegades, el jove rei és a prop seu i, de vegades, es mostra a Wulfram arribant en vaixell amb monjos per batejar el rei. Hi ha dues esglésies dedicades a ell a Anglaterra, a Grantham, Lincolnshire, i a Ovingdean, Sussex, i dues a França, una a Abbeville, al departament de Somme, l'altra a Butot, al departament del Sena Marítim. Com a patró, protegeix contra els perills del mar.

## Primers anys de vida

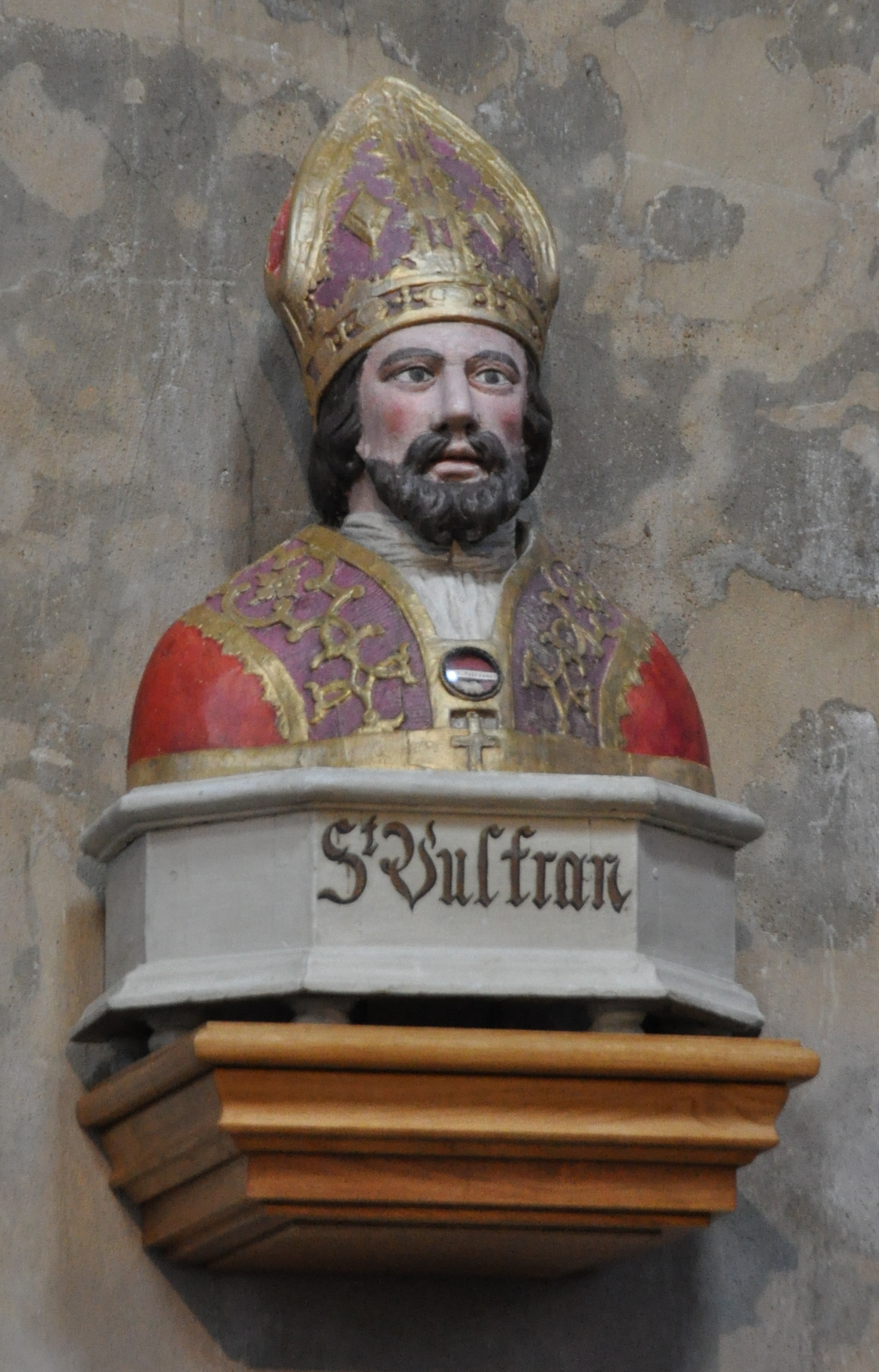
Saint Wulfran,
Església de Saint-Wulfran a Abbeville

Wulfram va néixer a la diòcesi de Meaux, a Mauraliacus, un lloc insegurament identificat a prop de Fontainebleau, probablement Milly-la-Forêt, Essonne. Era fill d’un tal Fulbert, un cavaller adscrit a la cort de Dagobert I, rei dels francs. El regne del rei Dagobert es va dividir a la seva mort, i va ser a prop de la cort del seu successor parcial, Clovis II, rei de Neustria i Borgonya, que probablement Wulfram hauria nascut una mica després de la mort de Dagobert el 639.
Wulfram va ser educat a la cort de Clovis i va mostrar un do per a l’aprenentatge acadèmic. Va prendre ordres sagrades i sembla que pretenia una vida tranquil·la, però va ser cridat a la cort de Teodoric III (Thierry III) de Neustria. Sembla que això el va impulsar a tenir més protagonisme des que, el 692, va ser elegit arquebisbe de Sens. Hi ha diverses versions de la data, la primera va ser el 682. No obstant això, el 693 era al càrrec mentre assistia a una assemblea de bisbes a Valenciennes.
El 695, va renunciar a l'arquebisbat en favor de sant Amatus, que, segons sembla, va pensar que seria millor en aquest tipus de treballs i es va retirar a l'abadia benedictina anomenada "Fontenelle". Hi ha diversos llocs anomenats Fontenelle, però probablement va ser a St-Wandrille, prop de Caudebec-en-Caux, al baix Sena, a la diòcesi de Rouen. No obstant això, Johannes Madey situa a Fontenelle, a l'extrem nord del departament d'Aisne.

## La missió a Frisia

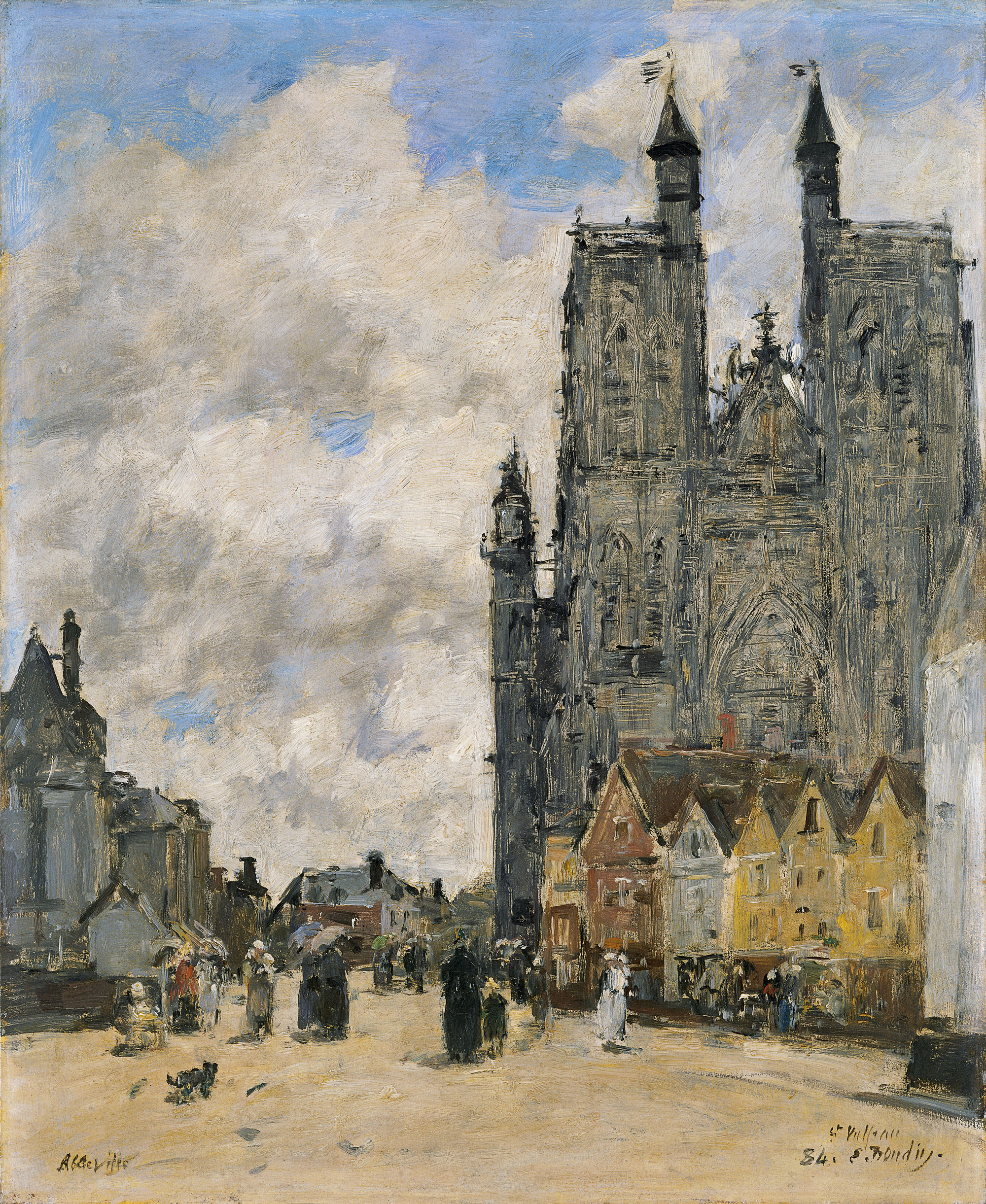
La plaça de l'església de Saint Vulfran a Abbeville, Eugène Boudin, 1884

Es diu que quan Sant Bonifaci es va retirar de la seva tasca missionera a Frísia, per visitar Roma per segona vegada, sant Wulfram el va defensar a Frísia. No obstant això, Boniface era un contemporani més jove, la seva primera i abortiva missió a Frísia va començar el 716 aproximadament, probablement després de la mort de Wulfram.
Qualsevol que fos l’ordre d’aquests esdeveniments, a Frísia, Sant Wulfram va convertir el fill del rei Radbod i se li va permetre predicar. El costum era que la gent, inclosos els nens, fossin sacrificats als déus locals havent estat seleccionats mitjançant una forma de loteria. A Wulfram, després d'haver-ho demostrat amb Radbod sobre el tema, se li va dir que el rei no podia canviar el costum, però es va convidar a Wulfram a salvar-los si podia. El sant va entrar al mar per salvar dos nens que havien estat lligats a pals i deixats per ofegar-se a mesura que augmentava la marea. Segons la història, el punt d'inflexió va venir amb el rescat d'un home, Ovon, que havia estat escollit per sorteig per sacrificar-lo penjat. Wulfram va suplicar al rei Radbod que aturés l'assassinat, però la gent estava indignada pel sacrilegi proposat. Al final, van acordar que el Déu de Wulfram podria tenir l'oportunitat de salvar la vida d'Ovon i, si ho feia, Wulfram i el Déu el podrien tenir. Ovon va ser penjat i se’n va anar un parell d’hores mentre Wulfram resava. Quan els frisons van decidir deixar Ovon per mort, la corda es va trencar, Ovon va caure i encara era viu. Ovon es va convertir en l'esclau de Wulfram, el seu seguidor, un monjo, i després sacerdot a l'abadia de Fontenelle. La fe dels missioners (i el seu poder per fer miracles) va espantar i va espantar la gent, que es va batejar i es va apartar del paganisme.
Fins i tot Radbod semblava preparat per a la conversió, però just abans del seu bateig, va preguntar on eren els seus avantpassats. Wulfram li va dir que els idolatres anaven a l'infern. En lloc de separar-se dels seus avantpassats, va optar per quedar-se com era.

## La mort de Wulfram i posterior
Es va retirar a Fontenelle, on va morir el 703. L'any de la mort del sant es dona de vegades com a 720, però es diu que el seu cos enterrat va ser traslladat el 704. Independentment de l'any exacte, la festa de Sant Wulfram se celebra el 20 de març. Va ser enterrat a la capella de Sant Pau de l'abadia, però el 704 va ser enterrat de nou a l'església principal. El cos es va tornar a traslladar el 1058, aquesta vegada a la col·legiata de Nostra Senyora d'Abbeville, que es va tornar a dedicar al nom de Wulfram. La traducció del seu cos a Abbeville es commemora el 15 d'octubre.
En aquesta època o més tard, potser quan el seu cos es va traslladar de nou, aquesta vegada a Rouen, el seu braç va ser portat com a relíquia a l'abadia de Croyland, Lincolnshire. L’interès per ell pot haver sorgit d'Ingulph, essent l’abat un antic monjo de Fontenelle. A més, tots els interessats eren benedictins. Ingulph, que va morir el 1109, va ser secretari de Guillem I, que el va convertir en abat de Crowland el 1086.
Un relat hagiogràfic dels seus miracles es va produir a l'abadia de Saint Wandrille abans del 1066. Entre els miracles hi ha dos relacionats amb el part i els nens. En un, a Wulfram se li atribueix el part miraculós d’un nadó mort, la mare ha començat a treballar el 20 de gener (la festa de Sant Sebastià). Una setmana després de Setmana Santa, les oracions a Wulfram van fer que el ventre es dividís per poder lliurar el nen mort, després de la qual la ferida es va curar com si no hagués estat mai, deixant només un "testimoni del tall". A l’altra, a Wulfram se li atribueix el pas segur d’una pinça de roba empassada accidentalment, que va deixar el cos d’un nen de dos anys després de tres dies sense haver-lo ferit: "No és miraculós com a través de tots els girs del noi els intestins, com si passessin per petits tubs rodons i fins, l'objecte punxegut de coure, que ara pujava alt, baixava baix, podria viatjar sense quedar-se atrapat enlloc ni causar ferides, i així, finalment, a través de les parts inferiors de la natura trobar una sortida peça?"
Després que l'edifici de Crowland fos danyat pel foc, ja no hi havia un lloc adequat per guardar la relíquia, de manera que va anar a Grantham per a la seva custòdia. Durant dos o tres-cents anys, es va guardar a la capella de la cripta situada a sota de la capella de la Senyora, on els pelegrins van ajudar a portar el buit, que ara es pot veure en un pas de pedra davant l’altar. Més tard, cap al 1350, el braç es va dirigir a la capella especialment afegida situada sobre el porxo nord. En alguna etapa del llarg procés de la reforma anglesa, aquesta relíquia es va perdre.